# Киркегор, Пребен
Пребен Киркегор (8 января 1913 — 2002) — датский библиотечный деятель и редактор.

## Биография
Родился 8 января 1913 года. В 1931 году поступил в Государственную библиотечную школу в Копенгагене, который он окончил в 1936 году. После окончания библиотечной школы занимался практической библиотечной деятельностью. В 1946 году был избран директором Библиотеки графства Вайле, данную должность он занимал вплоть до 1956 года. В 1956 году был избран директором Королевской школьной библиотечной и информационной науки в Копенгагене. Какое-то время жил в США и преподавал в библиотечных школах. В 1952 годУ был избран экспертом по библиотековедению в ИФЛА и ЮНЕСКО и со временем стал библиотечным деятелем международного масштаба.
Скончался в 2002 году.

## Научные работы
Основные научные работы посвящены библиотековедению. Автор свыше 300 научных работ и монографии «Датские публичные библиотеки» (1948).

## Редакторская деятельность
- 1957—???? — соредактор международного журнала Libri.

## Членство в обществах
- 1974-79 — Президент ИФЛА.
- 1979-2002 — Почётный президент ИФЛА.